# قونكة (مقاطعة)
مقاطعة قُوَنْكَةُ أو قُوَنْقَةُ (بالإسبانية: Cuenca، كـونكة) هي مقاطعة إسبانية تقع في وسط الدولة، تقع ضمن حدود منطقة قشتالة والمنشف. عاصمتها هي مدينة قونكة، تنقسم المقاطعة إلى 238 بلدية.

## الجغرافيا
تقع مقاطعة قونكة في وسط إسبانيا تحدها من الشمال مقاطعة غوادالاخارا ومقاطعة تيروال، ومن الشمال الغربي مقاطعة مدريد، ومن الجنوب مقاطعة البسيط ومقاطعة ثيوداد ريال، ومن الشرق مقاطعة بلنسية، ومن الغرب مقاطعة طليطلة. تبلغ مساحة مقاطعة قونكة 17.141 كم².

## الديموغرافيا
يبلغ عدد سكان مقاطعة قونكة 219.138 نسمة عام 2011 (وفقاً للمعهد الوطني للإحصاء الإسباني).
فيما يلي قائمة أكبر البلديات من حيث عدد السكان (بتاريخ 1 يناير 2011):
1. قونكة 56.703 نسمة
2. تارانكون 15.841 نسمة
3. كينتانار ديل ري 7.945 نسمة
4. سان كليمنتي 7.367 نسمة
5. لاس بيدرونييراس 7.175 نسمة
6. موتا دي كويرفو 6.376 نسمة
7. موتيا ديل بالانكار 6.216 نسمة
8. إينيستا 4.679 نسمة
9. هوركاخو دي سانتاياغو 4.167 نسمة
10. كاساسيمارو 3.344 نسمة